# 100名の最も偉大な英国人
『歴史上100名の最も偉大な英国人』（ひゃくめいのもっともいだいなえいこくじん、英語: 100 Greatest Britons）は、BBCが2002年に放送したテレビ番組。イギリス大衆の投票によって、歴史上最も偉大な英国人を決め、その結果を放送した。選出されたのは以下の100名である。

## 順位
1. ウィンストン・チャーチル（1874年 - 1965年）　政治家、第二次世界大戦時の英国首相
2. イザムバード・キングダム・ブルネル（1806年 - 1859年）　エンジニア、グレート・ウェスタン鉄道などの創設者
3. ダイアナ（1961年 - 1997年）　チャールズ3世の最初の妻 (1981年 - 1996年)、ウィリアム王太子とヘンリー王子の母
4. チャールズ・ダーウィン（1809年 - 1882年）　自然科学者、自然選択説による進化論の提唱者、『種の起源』の著者
5. ウィリアム・シェイクスピア（1564年 - 1616年）　詩人、劇作家、英語による最も偉大な作家と見られている
6. アイザック・ニュートン（1643年 - 1727年）　物理学者、数学者、天文学者、自然哲学者、錬金術師、科学史上最も偉大な人物の一人と見なされている
7. エリザベス1世 （1533年 - 1603年、在位：1558年 - 1603年）
8. ジョン・レノン（1940年 - 1980年）　音楽家、ビートルズのメンバー、平和活動家、画家、 慈善家
9. ホレーショ・ネルソン（1758年 - 1805年）　イギリス海軍提督
10. オリバー・クロムウェル（1599年 - 1658年）　護国卿
11. アーネスト・シャクルトン（1874年 - 1922年）　南極探検家
12. ジェームズ・クック（1728年 - 1779）　探検家
13. ロバート・ベーデン＝パウエル（1857年 - 1941年）　ボーイスカウト創設者
14. アルフレッド大王（849年? - 899年）　ウェセックス王（在位：871年 - 899年）
15. 初代ウェリントン公爵アーサー・ウェルズリー（1769年 - 1852年）　軍人、政治家、英国首相（1828年 - 1830年、1834年）
16. マーガレット・サッチャー（1925年 - 2013年）　英国首相（1979年 - 1990年）
17. マイケル・クロフォード（1942年 - ）　俳優、歌手
18. ヴィクトリア (イギリス女王) （1819年 - 1901年、在位：1837年 - 1901年）
19. ポール・マッカートニー（1942年 - ）　音楽家、ビートルズメンバー、慈善家、活動家
20. アレクサンダー・フレミング（1881年 - 1955年）　細菌学者、リゾチーム、ペニシリンの発見者
21. アラン・チューリング（1912年 - 1954年）　数学者 計算機科学の父
22. マイケル・ファラデー（1791年 - 1867年）　科学者
23. オワイン・グリンドゥール（1359年 - 1416年）　イングランド王国への反乱指導者
24. エリザベス2世（1926年 - 2022年、在位：1952年 - 2022年）  イギリス女王
25. スティーヴン・ホーキング（1942年 - 2018年）　理論物理学者
26. ウィリアム・ティンダル（1494年 - 1536年）　聖書翻訳家
27. エメリン・パンクハースト（1858年 - 1928年）　婦人参政権活動家
28. ウィリアム・ウィルバーフォース（1759年 - 1833年）　政治家、博愛主義者、奴隷廃止主義者
29. デヴィッド・ボウイ（1947年 - 2016年）　音楽家
30. ガイ・フォークス（1570年 - 1606年）　革命家
31. レナード・チェシャー（1917年 - 1992年）　飛行士、献金運動家
32. エリック・モーカム（英語版）（1926年 - 1984年）　コメディアン
33. デビッド・ベッカム（1975年 - ）　サッカー選手
34. トマス・ペイン（1737年 - 1809年）　政治家 哲学者
35. ブーディカ（? - 60年頃）　ローマ帝国に対抗したケルト人抵抗運動の指導者
36. スティーヴ・レッドグレーヴ（1962年 - ）　オリンピック ボート競技選手
37. トマス・モア（1478年 - 1535年）　イングランドの聖人、法務官、政治家
38. ウィリアム・ブレイク（1757年 - 1827年）　作家、詩人、画家、版画家
39. ジョン・ハリソン（1693年 - 1776年）　時計職人
40. ヘンリー8世 (イングランド王) （1491年 - 1547年、在位：1509年 - 1547年）
41. チャールズ・ディケンズ（1812年 - 1870年）　作家
42. フランク・ホイットル（1907年 - 1996年）　ジェット・エンジン発明者
43. ジョン・ピール（1939年 - 2004年）　キャスター
44. ジョン・ロジー・ベアード（1888年 - 1946年）　テレビの開発者
45. アンウーリン・ビーヴァン（1897年 - 1960年）　政治家
46. ボーイ・ジョージ（1961年 - ）　音楽家、カルチャー・クラブメンバー
47. ダグラス・バーダー（1910年 - 1982年）　飛行士、献金運動家
48. ウィリアム・ウォレス（1270頃 - 1305年）　スコットランドの愛国者
49. フランシス・ドレーク（1540頃 - 1596年）　イギリス海軍提督
50. ジョン・ウェスレー（1703年 - 1791年）　司祭、メソジスト運動の創始者
51. アーサー王　伝説上のケルト君主
52. フローレンス・ナイチンゲール（1820年 - 1910年）　看護婦、献金運動家
53. トーマス・エドワード・ロレンス（アラビアのロレンス、1888年 - 1935年）　アラブ支持者、軍人
54. ロバート・ファルコン・スコット（1868年 - 1912年）　極地探検家
55. イーノック・パウエル（英語版）（1912年 - 1998年）　政治家
56. クリフ・リチャード（1940年 - ）　音楽家
57. アレクサンダー・グラハム・ベル（1847年 - 1922年）　電話発明家。偉大なカナダ人（英語版）第9位。
58. フレディ・マーキュリー（1946年 - 1991年）　音楽家 、クイーンメンバー
59. ジュリー・アンドリュース（1935年 - ）　女優、歌手
60. エドワード・エルガー（1857年 - 1934年）　作曲家
61. エリザベス・ボーズ＝ライアン（1900年 - 2002年）　英国王妃
62. ジョージ・ハリスン（1943年 - 2001年）　ミュージシャン、ビートルズメンバー
63. デイビッド・アッテンボロー（1926年 - ）　キャスター
64. ジェームズ・コノリー（1868年 - 1916年）　アイルランドのイースター蜂起のリーダー
65. ジョージ・スチーブンソン（1781年 - 1848年）　蒸気機関車のパイオニア
66. チャールズ・チャップリン（1889年 - 1977年）　俳優、コメディアン、映画監督
67. トニー・ブレア（1953年 - ）　英国首相 (1997年 - 2007年）
68. ウィリアム・キャクストン（1415/1422年 - 1492年頃）　出版者
69. ボビー・ムーア（1941年 - 1993年）　サッカー選手、サッカーイングランド代表キャプテン、1966 FIFAワールドカップ優勝メンバー
70. ジェーン・オースティン（1775年 - 1817年）　小説家
71. ウィリアム・ブース（1829年 - 1912年）　救世軍の創始者
72. ヘンリー5世 (イングランド王) （1387年 - 1422年、在位：1413年 - 1422年）
73. アレイスター・クロウリー（1875年 - 1947年）　神秘主義者、作家。魔術師を自称。
74. ロバート1世 (スコットランド王) （1274年 - 1329年）
75. ボブ・ゲルドフ（1951年 - ）　アイルランドの音楽家、 慈善家
76. 無名戦士　第一次世界大戦の無名の戦士
77. ロビー・ウィリアムズ（1974年 - ）　音楽家、 テイク・ザットのメンバー。
78. エドワード・ジェンナー（1749年 - 1823年）　ワクチンの開発者
79. デビッド・ロイド・ジョージ（1863年 - 1945年）　英国首相（1916年 - 1922年）
80. チャールズ・バベッジ（1791年 - 1871年）　数学者、コンピューター開発の先駆者
81. ジェフリー・チョーサー（1343年頃 - 1400年）　詩人
82. リチャード3世 (イングランド王) （1452年 - 1485年、在位：1483年 - 1485年）
83. J・K・ローリング（1965年 - ）　作家
84. ジェームズ・ワット（1736年 - 1819年）　蒸気機関の改良者
85. リチャード・ブランソン（1950年 - ）　実業家（ヴァージン・グループ創始者）、冒険家
86. ボノ (1960年 - ）　U2の歌手
87. ジョン・ライドン（1956年 - ）　音楽家
88. バーナード・モントゴメリー（1887年 - 1976年）　イギリス陸軍軍人
89. ドナルド・キャンベル（英語版）（1921年 - 1967年）　マルコム・キャンベルの息子、スピードレーサー
90. ヘンリー2世 (イングランド王) （1133年 - 1189年、在位：1154年 - 1189年）
91. ジェームズ・クラーク・マクスウェル（1831年 - 1879年）　物理学者
92. J・R・R・トールキン（1892年 - 1973年）　作家、哲学者
93. ウォルター・ローリー（1552年 - 1618年）　探検家
94. エドワード1世 (イングランド王) （1239年 - 1307年、在位：1272年 - 1307年）
95. バーンズ・ウォリス（1887年 - 1979年）　科学者、航空技術者
96. リチャード・バートン（1925年 - 1984年）　俳優
97. トニー・ベン (1925年 - 2014年）　政治家
98. デイヴィッド・リヴィングストン（1813年 - 1873年）　宣教師、探検家
99. ティム・バーナーズ＝リー（1955年 - ）　インターネット技術者、World Wide Web発明者
100. マリー・ストープス（1880年 - 1958年）　植物学者、社会運動家